# Wespe
SdKfz 124 Wespe(còn được biết dưới cái tên Leichte Feldhaubitze 18 auf Fahrgestell Panzerkampfwagen II) là tên của một loại pháo tự hành phục vụ lực lượng Đức Quốc xã trong thế chiến II.Wespe được lắp khung tăng Panzer-II và trang bị pháo 10.5 cm leFH 18M L/28.

## Phát triển
Vào năm 1940, trong trận chiến nước Pháp, Panzer-II và Panzer-III là hai loại tăng chủ lực chính của Đức Quốc xã để tiến công xâm lược các nước châu Âu.Tuy nhiên, cả Panzer-II và Panzer-III đều có lớp giáp bọc tương đối mỏng và vũ khí　không có gì đột phá.
Dự án thiết kế Wespe được thực hiện bởi Alkett và lắp ráp trên khung tăng Panzer-II Ausf.F.Việc sản xuất được thực hiện tại nhiều chi nhánh khác nhau của Alkett, nhưng chủ yếu là ở Ba Lan.Wespe giữ lại phần khung tăng, nhưng bọc thêm phần giáp và thay tháp pháo Panzer-II.Wespe được trang bị pháo 105 mm leFH 18 và một lớp khiên đỡ đạn phía trước.

## Lịch sử hoạt động

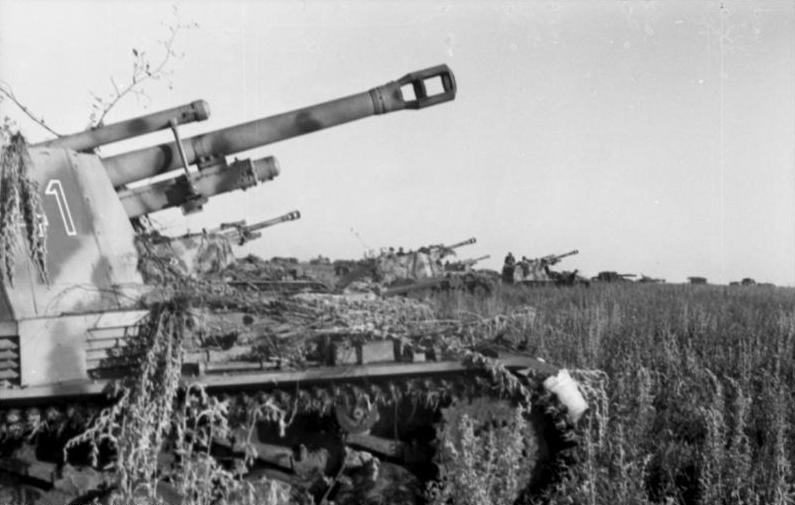
Một khẩu đội pháo Wespe đang hỗ trợ lực lượng thiết giáp trong trận vòng cung Kursk

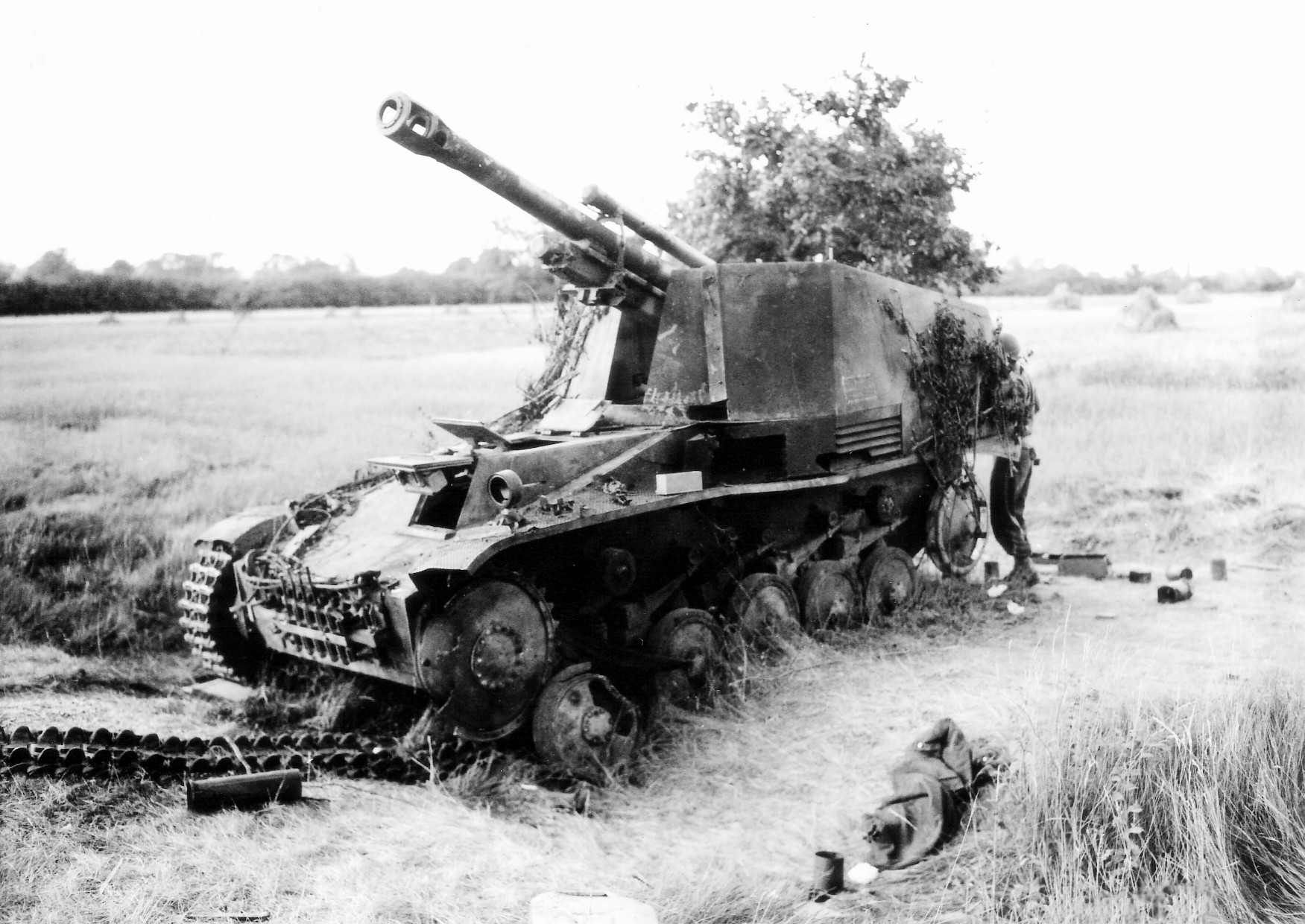
Một chiếc Wespe bị phá huỷ tại Normandy, 1944

Wespe lần đầu hoạt động và chiến đấu tại trận Kursk, ở mặt trận phía Đông.Hitler chỉ thị rằng Wespe phải được bảo vệ bởi các loại tăng hạng trung mỗi khi hoạt động.Nó được cử vào các tiểu đoàn pháo tự hành cùng với Hummel(một loại pháo tự hành hạng nặng).
Wespe được sản xuất từ tháng 2/1943-giữa năm 1944.Vào thời điểm đó có khoảng 682 chiếc Wespe đã được sản xuất với hơn 158 chiếc được trang bị khiên đỡ đạn và hộp chứa đạn.